# مايكل ويلر (منافس ألعاب قوى)
مايكل ويلر (بالإنجليزية: Michael Wheeler)‏ هو منافس ألعاب قوى بريطاني، ولد في 14 فبراير 1935 في واتفورد في المملكة المتحدة.

## وصلات خارجية
- مايكل ويلر على موقع اللجنة الأولمبية الدولية (الإنجليزية)
- مايكل ويلر على موقع أوليمبيديا (الإنجليزية)
- مايكل ويلر على موقع اللجنة الأولمبية البريطانية (الإنجليزية)